# Az USA irodalmi díjainak listája
Az USA irodalmi díjainak listája. Zárójelben az angol elnevezés található.
- Irodalmi Aga Kán-díj  (Aga Khan Prize for Fiction)
- Művészetek és Irodalmak Amerikai Akadémiájának Aranymedálja  (American Academy of Arts and Letters Gold Medals)
- Amerikai Könyvdíj  (American Book Award)
- Arthur Rense-díj  (Arthur Rense Prize)
- Bancroft-díj  (Bancroft Prize)
- Legszebb amerikai költemények (könyvsorozat)  (The Best American Poetry series)
- Bobbitt Nemzeti Költészeti Díj  (Bobbitt National Prize for Poetry)
- Bollingen-díj
- Edgar Allan Poe-díj
- Flannery O'Connor-díj  (Flannery O'Connor Award for Short Fiction)
- Frost-medál  (Frost Medal)
- Goldsmith-könyvdíj  (Goldsmith Book Prize)
- Harold Morton Landon műfordítói díj  (Harold Morton Landon Translation Award)
- PEN Hemingway-díj  (Hemingway Foundation/PEN Award)
- Hopwood-díj
- James Laughlin-díj
- Janet Heidiger Kafka-díj
- Kate Tufts-díj  (Kate Tufts Discovery Award)
- Kingsley Tufts Költészeti Díj  (Kingsley Tufts Poetry Award)
- Lambda Irodalmi Díj  (Lambda Literary Award)
- Lannan Irodalmi Díj  (Lannan Literary Awards)
- Michael Braude-díj  (Michael Braude Award for Light Verse)
- Nemzeti Könyvdíj  (National Book Award)
- National Book Critics Circle Award
- Nemzeti Zsidó Könyvdíj (USA)  (National Jewish Book Award (Jewish Book Council))
- Nemzeti Költészeti Sorozat (USA)  (National Poetry Series)
- New Criterion Költészeti Díj  (The New Criterion|The New Criterion Poetry Prize)
- Newbery Medal
- O. Henry-díj  (O. Henry Awards) (novella)
- PEN Faulkner-díj  (PEN/Faulkner Award for Fiction)
- PEN Malamud-díj  ([PEN/Malamud Award) (novella)
- Költők Díja (Poets' Prize)
- Pulitzer-díj  (Pulitzer Prize)
- Pushcart-díj
- Raiziss/de Palchi Fordítói Díj  (Raiziss/de Palchi Translation Awards)
- Ruth Lilly Költészeti Díj  (Ruth Lilly Poetry Prize)
- Stonewall Könyvdíj  (Stonewall Book Award)
- Wallace Stevens-díj
- Walt Whitman-díj
- Whiting Writers' Award